# 국민디자인단

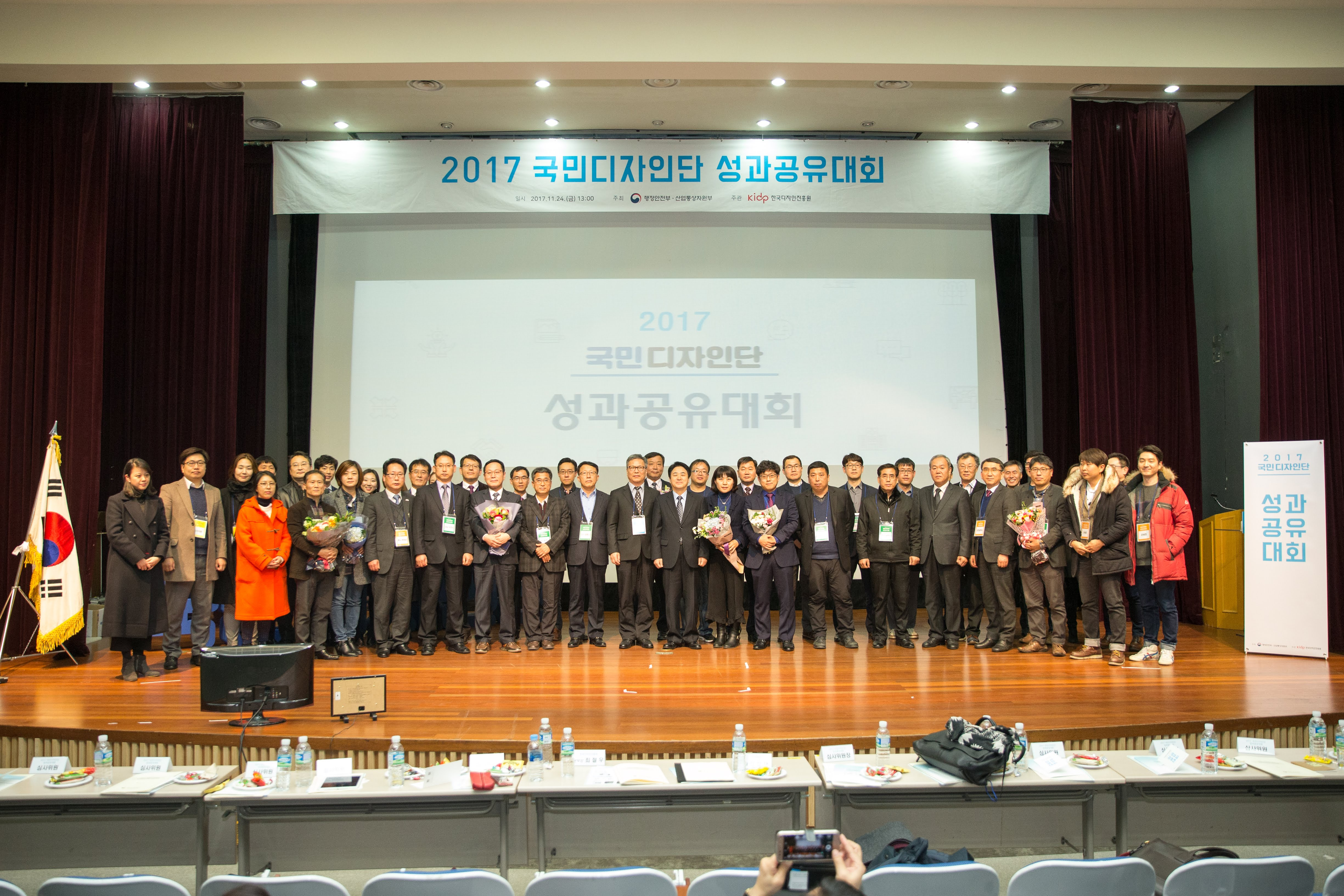
2017 국민디자인단 성과공유대회

국민디자인단은 정책 수요자인 국민, 서비스 디자이너와 공급자인 공무원이 정책과정 전반에 함께 참여하여 서비스디자인 기법을 통해 공공서비스를 개발·발전시키는 국민참여형 정책모형으로 이와 관련한 모든 행사는 행정안정부와 산업통상자원부가 주최하고 국민디자인단 운영지침에 따라 한국디자인진흥원이 주관한다.
정책제안 및 토론회·공청회 등 기존의 국민참여방식은 적극적인 발언을 하는 일부 국민을 제외한 다수 국민의 요구사항이나 표현되지 않은 숨은 욕구를 반영하기 어렵다는 지적에 따라 이와 같은 새로운 형태의 정책모형의 필요성이 대두되었다.

## 역사 및 활동 내역
- 2014년 이해 관계자들이 정책 기획 단계부터 참여함으로써 맞춤형 공공 서비스를 개발하기 위한 취지에 따라 산업통상자원부와 행정안전부는 5월부터 정책수요자인 시민, 전문가와 공무원 170여명이 모인 ‘국민디자인단’을 운영한 결과, 19개의 정책 과제를 도출해 시행하기로 했다.[3][4]
- 2014년 5월부터 7월까지 한국디자인진흥원은 사업 참여를 희망한 26개 기관과 팀을 구성하여 약 6주간 시범적으로 ‘국민디자인단’을 운영하였다.[3]
- 2014년 11월 대구경북디자인센터에서 '지자체 정부3.0 브랜드과제 국민디자인단 성과 공유대회'를 개최했다.[5] 광주시의 ‘다가치 그린(多 가치 Green) 동네만들기’사업이 2014년 정부3.0 브랜드과제 최우수상을 수상했다.[6]
- 2014년 국민디자인단의 첫 성과는 11월 일산 킨텍스에서 열린 DK2014에서 발표되었다.[7]
- 2015년에는 중앙부처 및 광역지자체 뿐 아니라 전국 기초 지자체로 정부3.0 국민디자인단 활동이 확산됨에 따라 총 248개 과제가 국민디자인 과제로 추진되었다. 정부 3.0 국민디자인단은 지역현안을 주민 입장에서 해결하기 위해 올 상반기 전국 기초지자체가 자율적으로 지역주민, 관련 전문가, 공무원 등으로 구성하고 맞춤형 코칭을 진행했다.[8] 이에 한국디자인진흥원은 정부정책의 국민참여 확대를 위해 중앙부처 및 지자체 국민디자인 자율추진과제에 대한 정책설계 서비스디자인 교육과 전문가 컨설팅 등을 지원하는 방침을 세웠다.[9]
- 2016년 독일의 ‘iF 디자인 어워드’에서 ‘정부3.0 정책 디자인 그룹(Government 3.0 Policy design group)’이란 제목으로 국민디자인단의 운영 사례가 서비스 디자인부문에서 세계 최초로 최고상인 금상을 수상했다.[10]
- 국민디자인단은 2014년부터 현재까지 1000개 이상 과제에 1만명 이상이 참가했다.[11]
- 한국디자인진흥원은 2015년부터 매년 『국민디자인단 성과 사례집』을 펴내고 온라인 카페를 개설했다.[12]